# Phomopsis ranojevicii
Phomopsis ranojevicii är en svampart som beskrevs av Bubák 1910. Phomopsis ranojevicii ingår i släktet Phomopsis och familjen Diaporthaceae.   Inga underarter finns listade i Catalogue of Life.